# David Lubar
David Lubar (* 1954 in Morristown) ist ein US-amerikanischer Schriftsteller, Videospielentwickler und Spieldesigner, der u. a. viele Jugendbücher geschrieben hat. Er entwickelte das Spiel Frogger und Super-Breakout für den Game Boy (als auch Frogger für die Spielkonsole SNES) und programmierte Frogger 2: Swampy's Revenge für den Game Boy Color.

## Bücher
- Monster Road (1999)
- Hidden Talents (1999)
- Wizards of the Game (2003)
- In the Land of Lawn Weenies (2003)
- Flip (2003)
- Dog Days (2004)
- Dunk (2004)
- Punished! (2005)
- Invasion of the Road Weenies (2005)
- Sleeping Freshmen Never Lie (2006)
- True Talents (2007)
- Curse of the Campfire Weenies (2007)
- Plötzlich Zombie (2009)
- Danzig Queen  (2010)
- Hallo Freund  (2012)

## Entwickelte Videospiele
- Home Alone (Game Boy)
- Fantastic Voyage (Atari 2600)
- River Raid II (Atari 2600)[1]